# 斑鳩ため池
斑鳩ため池（いかるがためいけ）は、奈良県生駒郡斑鳩町三井にあるため池である。
奈良盆地には多数のため池があるが、斑鳩ため池も農業用水不足の解消を目的として1944年（昭和19年）に作られた池で、現在でも約185haの農地の灌漑に利用されている。2010年（平成22年）3月25日に農林水産省のため池百選に選定された。

## 概要
1993年（平成5年）に「法隆寺地域の仏教建造物」として世界遺産に認定された聖徳太子ゆかりの法隆寺や法輪寺に隣接し、特に湖畔映る法輪寺の三重塔等の伽藍が岸辺の新緑や紅葉と一体となり「斑鳩の里」の撮影スポットとして人気がある。

## 自然・レジャー・保全
池の中央にある自然植生の中堤は、生物相の変化に富んでおり、渡り鳥など多くの野鳥が訪れ、ヨットの練習場として利用されている。周辺の環境整備は、地域住民が協力し保全活動をしている。

## アクセス

### 道路
- 奈良県道9号奈良大和郡山斑鳩線

### 公共交通機関
- 関西本線法隆寺駅下車